# Ponciano Castro
Ponciano Castro fue un futbolista colombiano. Nació en Marmato, un pequeño municipio ubicado en el departamento de Caldas el 28 de enero de 1953. Reconocido por ser uno de los jugadores que más partidos han jugado en Independiente Medellín donde siempre fue figura, pasó por equipos como Millonarios y Cúcuta en este último donde se retiró del fútbol. Jugó en el equipo de la Selección Colombia que disputó la final de la Copa América 1975, siendo subcampeón del torneo y anotando en la final de ida en el Estadio Nemesio Camacho El Campín de Bogotá.

## Trayectoria

### Independiente Medellín
Debutó con el poderoso de la montaña en el año 1972 y se mantuvo durante 9 temporadas en los que disputó 342 partidos y anotó 41 goles. Compartió con jugadores de la talla de José Pekerman.

### Final de su carrera
Tras unas excelentes campañas con el DIM decide tomar nuevos rumbos y llega al Deportivo Pereira donde tiene una campaña aceptable y ha pedido del DT brasileño José Texeira llega a Millonarios FC donde con sus propias palabras dice que por culpa de repetitivas lesiones no se pudo adaptar al equipo, ya decido a retirarse a inicios de 1983 por recomendación de su amigo Hugo Horacio Lóndero quien estaba de manera interina dirigiendo al club llega al Cúcuta Deportivo donde por la amistad que tenían decide no cobrar y juega gratis toda la temporada además de hacer las veces de asistente técnico, pero repitió su historia anterior y rotundamente con apenas 30 años decide colgar los botines.

## Fuera de las canchas
Culminó sus estudios universitarios de ingeniería mecánica y durante 22 años trabajo para la empresa encargada del Metro de Medellín, en la actualidad se encuentra pensionado. En cuanto a lo deportivo se alejó totalmente y según él en las entrevistas que brinda ya no le gusta el fútbol dado que el de antes era mejor.

## Clubes
| Club                   | País     | Año         |
| ---------------------- | -------- | ----------- |
| Independiente Medellín | Colombia | 1972 - 1981 |
| Deportivo Pereira      | Colombia | 1981        |
| Millonarios            | Colombia | 1982        |
| Cúcuta Deportivo       | Colombia | 1983        |